# ゼンガーII
ゼンガーII（Sänger II）は、1980年代に西ドイツで計画されていた再使用型宇宙往還機。名称は航空宇宙技術者オイゲン・ゼンガーにちなむ。

## 概要
ゼンガーIIは一種の二段式宇宙輸送機であり、無人航空機である第一段と有翼オービタである第二段「ホーラス」（HORUS、Hypersonic ORbital Upper Stageの略）から構成され、どちらも再使用できる。全長50 m、翼幅25 m、離陸時総重量500 t以下。宇宙ステーションへの交代要員や補給物資の輸送に用いることが計画されていた。
第一段はコンコルドなどの技術を応用した極超音速機で、数基のターボラムジェットエンジンを搭載し、高度35 kmで最大速度マッハ6を発揮できるものとして計画されていた。第一段は通常の航空機と同様に滑走路から離陸し、高度30 kmで機体上部に搭載したホーラスを切り離したのち、自動操縦で滑走路へと帰投する。
第二段であるホーラスは、アリアン5ロケットによって打ち上げられるエルメス系列の宇宙往還機として計画されていたものが、ゼンガーIIに転用されたものである。全備重量は55 t以下で、新型の液体水素ロケットエンジン（推力54 t）を搭載する。第一段との組み合わせによって低軌道上まで運べる人員は12名、ペイロードは5 tまでだが、通常の使い捨て型ロケットを用いて打ち上げることも可能であり、その場合は10 t以上のペイロードを輸送できる。第一段から切り離されたのちは高度80 kmまで上昇して楕円軌道の近地点に進入し、高度400 kmの遠地点に到達したところで円軌道に進入するという計画だった。

## 経緯
ホーラスの開発計画は1984年に、ゼンガーIIの開発計画は1986年に開始されており、2001年には実機が完成して初飛行する予定だったが、実現していない。計画全体にかかる費用は1兆数千億円となる予定だった。
なお、ゼンガーII以前にも1960年代に「ゼンガー」というゼンガーIIに類似した二段式の有翼宇宙機が西ドイツで構想されており、「ゼンガーII」という名はその後継という意味になる。